# Associação Esportiva Eletrovapo
A Associação Esportiva Eletrovapo foi um clube de futebol brasileiro com sede em Niterói, no estado do Rio de Janeiro. Fundado em 8 de dezembro de 1957 por funcionários da Companhia Eletrovapo de Serviços Marítimos, localizada na Ilha da Conceição, o clube teve destaque no cenário futebolístico fluminense durante as décadas de 1960 e 1970. Suas cores eram azul e branco, e mandava seus jogos no Estádio Caio Martins, com capacidade para 12.000 espectadores.

## História
Inicialmente fundado em 8 de dezembro de 1957 por um grupo de funcionário da Companhia Eletrovapo de Serviços Marítimos como um clube amador, o Eletrovapo profissionalizou-se em 1963, ano em que conquistou seu primeiro título do Campeonato Niteroiense. Nos anos seguintes, consolidou-se como uma das principais equipes da região, vencendo novamente o campeonato municipal em 1964 e 1966.
Em 1964, o clube sagrou-se campeão do Campeonato Fluminense em cima do Americano, o que lhe garantiu vaga na Taça Brasil de 1965, principal competição nacional da época. Na primeira fase, enfrentou a Desportiva Ferroviária, do Espírito Santo. Após três empates consecutivos, a classificação foi decidida por cara ou coroa, resultando na eliminação do Eletrovapo. Apesar da eliminação, o clube entrou para a história como uma das poucas equipes a participarem da primeira divisão do Campeonato Brasileiro sem sofrer derrotas, já que todos os jogos terminaram empatados.
O Eletrovapo continuou competindo no Campeonato Fluminense e no Campeonato Niteroiense, chegando até a disputar o Campeonato Carioca até 1977, ano em que encerrou suas atividades devido a dificuldades financeiras e estruturais.

## Títulos
| ESTADUAIS  | ESTADUAIS              | ESTADUAIS | ESTADUAIS   |
| ---------- | ---------------------- | --------- | ----------- |
|            | Competição             | Títulos   | Temporadas  |
|            | Campeonato Fluminense  | 1         | 1964        |
| MUNICIPAIS |                        |           |             |
|            | Competição             | Títulos   | Temporadas  |
|            | Campeonato Niteroiense | 2         | 1963 e 1964 |